# 多鳞枝牙鰕虎鱼
多鳞枝牙鰕虎鱼（学名：Stiphodon multisquamus）为鰕虎鱼科枝牙鰕虎鱼属的鱼类。在中国，分布于海南陵水河等，属于暖水性鱼类。其主要栖息于清澈流水、砂和砾石底质的溪流中。该物种的模式产地在陵水河的保亭县八村。